# Sct. Michaels Skole
Sct. Michaels Skole er en katolsk privatskole i Kolding.
Skolen ligger ved siden af den katolske kirke Sct. Michaels Kirke.
Skolen har haft flere nonner, men den sidste har forladt skolen.
Skolen blev oprettet i 1882 og havde hundredårsjubilæum i 1982.
Selvom skolen er katolsk kan protestantiske og andre troende sagtens gå på skolen, og faktisk er der flere protestanter end katolikker på skolen.

## Eksterne links
Skolens hjemmeside